# Pileostegia subansiriana
Pileostegia subansiriana är en hortensiaväxtart som beskrevs av H.B. Naithani och S.S.R. Bennet. Pileostegia subansiriana ingår i släktet Pileostegia och familjen hortensiaväxter. Inga underarter finns listade i Catalogue of Life.